# Ace (album Scootera)
Ace – to osiemnasty studyjny album zespołu Scooter wydany 5 lutego 2016 przez Sheffield Tunes & Kontor Records.
Album zawiera 14 utworów. Promują go single "Riot" i "Oi".

## Lista utworów
| Nr  | Tytuł                                          | Czas |
| --- | ---------------------------------------------- | ---- |
| 1.  | „Ace”                                          | 2:05 |
| 2.  | „Oi”                                           | 3:10 |
| 3.  | „Mary Got No Lamb”                             | 3:26 |
| 4.  | „Riot”                                         | 3:05 |
| 5.  | „Encore”                                       | 3:54 |
| 6.  | „Burn” (Scooter & Vassy)                       | 2:40 |
| 7.  | „Don't Break the Silence”                      | 3:19 |
| 8.  | „The Birdwatcher”                              | 3:34 |
| 9.  | „What You're Waiting For” (gościnnie Maidwell) | 3:34 |
| 10. | „Crazy”                                        | 3:04 |
| 11. | „Opium”                                        | 3:57 |
| 12. | „Stargazer” (gościnnie Maidwell)               | 3:34 |
| 13. | „Wolga”                                        | 6:05 |
| 14. | „Torch”                                        | 3:08 |

## Wykonawcy
- H. P. baxxter (aka MC Ace)
- Phil Speiser (muzycznej bazy, post-produkcji)
- Michael Simon (współautor)
- Vassy (utwór 6)
- Michael Maidwell (utwór 9 & 12)
- Martin Weiland (projekt okładki)